# Геннеберг, Вильгельм
Вильгельм Иоганн Геннеберг (нем. Wilhelm Henneberg: 10 сентября 1825, Вассерлебен, Саксония-Анхальт — 22 ноября 1890, Гёттинген) — немецкий учёный, агрохимик, агроном

, физиолог, педагог, профессор Гёттингенского университета. Доктор философии (1849). Член Гёттингенской академии наук. Известен научными работами по вопросу о кормлении животных.

## Биография
Образование получил в Collegium Carolinum в Брауншвейге. Позже окончил Гиссенский университет, где был учеником профессора Юстуса фон Либиха и Йенский университет, где защитил докторскую диссертацию. Под влиянием Юстуса фон Либиха решил посвятить свою научную карьеру агрохимии.
С 1852 года — секретарь Королевского Ганноверского сельскохозяйственного общества в Целле.
С 1857 года заведовал сельскохозяйственной опытной станцией в Веенде (перемещенной с 1874 г. в Гёттинген). Основал лабораторию сельскохозяйственной химии. В 1865 году стал доцентом, с 1865 г. — профессором, с 1873 года — почётным профессором Гёттингенского университета.
Был почётным членом многих научных обществ. В 1867 году получил почётную докторскую степень медицинского факультета Университета Галле.
Основал в 1853 г. вместе с Дрекслером один из лучших немецких сельскохозяйственных журналов — «Journal für Landwirthschaft».

## Научная деятельность
Вместе с Ф. Штоманом в течение нескольких лет работал по вопросу о кормлении животных; заложил основы современного кормления животных, определил направления развития питания сельскохозяйственных животных (в том числе, жвачных), существующие до сегодняшнего дня.
Бо́льшая часть учёных трудов В. Геннеберга представляет описание произведенных им исследований, была напечатана в различных специальных журналах; немногие из них вошли в отдельные сборники его работ: «Beiträge zur Begründung einer rationellen Fütterung der Wiederkäuer» (1860—64) и «Neue Beiträge» (1870—1872) считаются классическими трудами научной сельскохозяйственной литературы.